# Cerebro triúnico

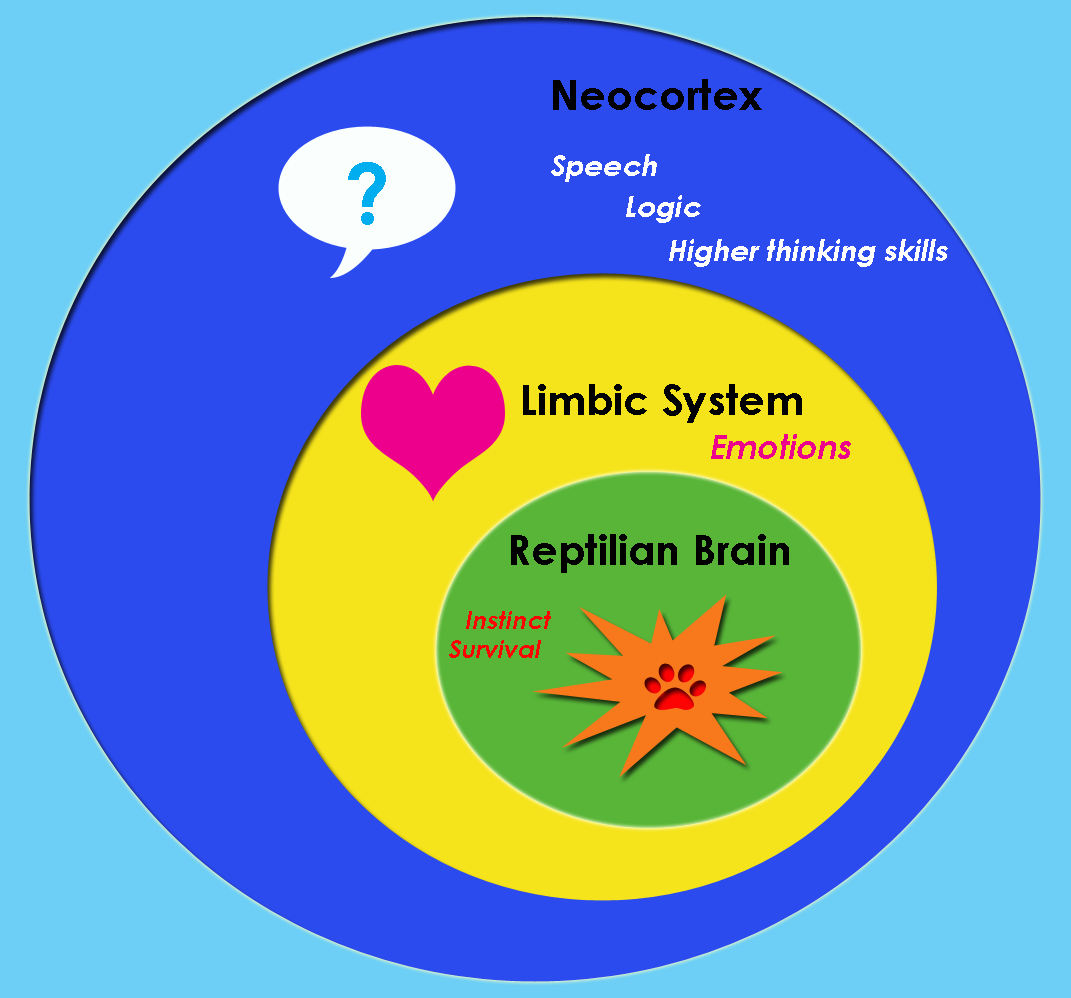
Modelo del cerebro triúnico representado en un gráfico.

El cerebro triúnico es un modelo para el cerebro y el comportamiento humano de los vertebrados, propuesto por Paul MacLean en la década de 1960 para explicar la función de los rastros de evolución existentes especialmente en la estructura del cerebro humano. En este modelo, el cerebro se divide en tres cuerpos separados que tienen su propia inteligencia especial, subjetividad, sentido del tiempo y el espacio, y memoria. El cerebro triúnico consiste en el complejo reptiliano, el sistema límbico y el neocórtex. Sin embargo, esta hipótesis ha dejado de ser abogada por la mayoría de los investigadores en neuroanatomía evolutiva comparativa posterior al año 2000.

## El complejo
El complejo-R, también conocido como el «cerebro reptiliano», incluye el tronco del encéfalo y el cerebelo. El término «cerebro reptiliano» deriva del hecho de que el cerebro de un reptil es dominado por el tronco encefálico y el cerebelo, que controla el comportamiento y el pensamiento instintivo para sobrevivir. Este cerebro controla los músculos, el equilibrio y las funciones autónomas (p. ej., respiración y latido del corazón). Por consiguiente, es principalmente reactivo a estímulos directos. MacLean ilustra esta función al sugerir que organiza los procesos involucrados en el regreso de las tortugas marinas a la misma playa donde nacieron años atrás.[cita requerida]

## El sistema límbico
MacLean introdujo el término «sistema límbico» por primera vez en un estudio en 1952. Esta porción del cerebro deriva del «cerebro viejo del mamífero». El sistema límbico es el origen de las emociones. Es el encargado de regular las emociones, la memoria y las relaciones sociales. Cuando esta parte del cerebro es estimulada, tal como por corriente eléctrica ligera, las emociones son producidas.
MacLean observa que todo en el sistema límbico es «agradable o desagradable». La supervivencia está basada en una forma evasiva de dolor (desagradable) y una forma recurrente de placer (agradable).
El sistema límbico incluye la amígdala, el hipotálamo y el hipocampo. El sistema límbico tiene que interactuar con el neocórtex porque no puede funcionar completamente solo y necesita interaccionar con él para procesar las emociones.[cita requerida]

## El neocórtex
El neocórtex, también conocido como «corteza cerebral», se encuentra únicamente en el cerebro de los mamíferos, incluyendo los seres humanos. El neocórtex es responsable de la ejecución de las funciones del cerebro de carácter superior, que abarcan la cognición, la percepción sensorial y el sofisticado control motriz. La evolución del neocórtex en los mamíferos se considera un avance clave que permitió las funciones cognitivas más elevadas, es decir, el lenguaje, el pensamiento avanzado, el razonamiento y el conocimiento. Paul MacLean consideraba su aparición como el paso más reciente en la evolución del cerebro de los mamíferos, lo que les confería la habilidad para el lenguaje, la abstracción, la planificación y la percepción.